# Dirk Chivers
Dirk Chivers (XVIIe – XVIIIe siècle) est un pirate hollandais, actif en mer Rouge et dans l'Océan Indien.

## Biographie
Il apparaît en 1694 comme membre d'un navire pirate le Portsmouth aventure sous les ordres du capitaine Joseph Farrell. Il accompagne ensuite Henry Every lors de plusieurs prises et le quitte aux Comores pour se faire engager par le capitaine Robert Glover sur la Resolution. 
Après une mutinerie, il prend le commandement du navire qu'il rebaptise Soldado. Il s'associe alors au corsaire John Hoar et fait d'importantes prises comme celles de deux navires de la Compagnie anglaise des Indes orientales. Les deux pirates essaient même en 1696 d'obtenir une rançon à Calcutta contre quatre prises mais le gouverneur envoie dix navires pour les capturer. Ils fuient alors vers l'île Sainte-Marie qu'ils atteignent à l'été 1697. 
En 1698, avec l'aide de Robert Culliford et de Nathaniel North, Chivers et Hoar s'emparent du Grand Mahomet qu'ils renomment Soldado II. A Sainte-Marie, ils coulent quatre bateaux anglais pour bloquer le port. 
Chivers fait ensuite amende honorable et rentre en Hollande où sa trace se perd.